# Moringaceae
Moringaceae is een botanische naam, voor een familie van tweezaadlobbige planten. Een familie onder deze naam wordt vrij algemeen erkend door systemen van plantentaxonomie, en zo ook door het APG-systeem (1998) en het APG II-systeem (2003).
Het gaat om een kleine familie van slechts één geslacht, Moringa.
In het Cronquist systeem (1981) werd deze familie ingedeeld in de orde Capparales.